# Sarcophaga lucentina
Sarcophaga lucentina är en tvåvingeart som beskrevs av Andy Z. Lehrer och Martinez-sanchez 2001. Sarcophaga lucentina ingår i släktet Sarcophaga och familjen köttflugor.
Artens utbredningsområde är Spanien. Inga underarter finns listade i Catalogue of Life.